# Tefnacht
Tefnacht byl staroegyptským panovníkem a zakladatelem 24. dynastie, který vládl současně s posledními panovníky 22. dynastie a 23. dynastie. Tento panovník libyjského původu nejprve ovládal nevelké území se sídlem v Sajích, svou moc však postupně rozšířil až do středního Egypta. Jeho expanzi zastavil núbijský panovník Pije.

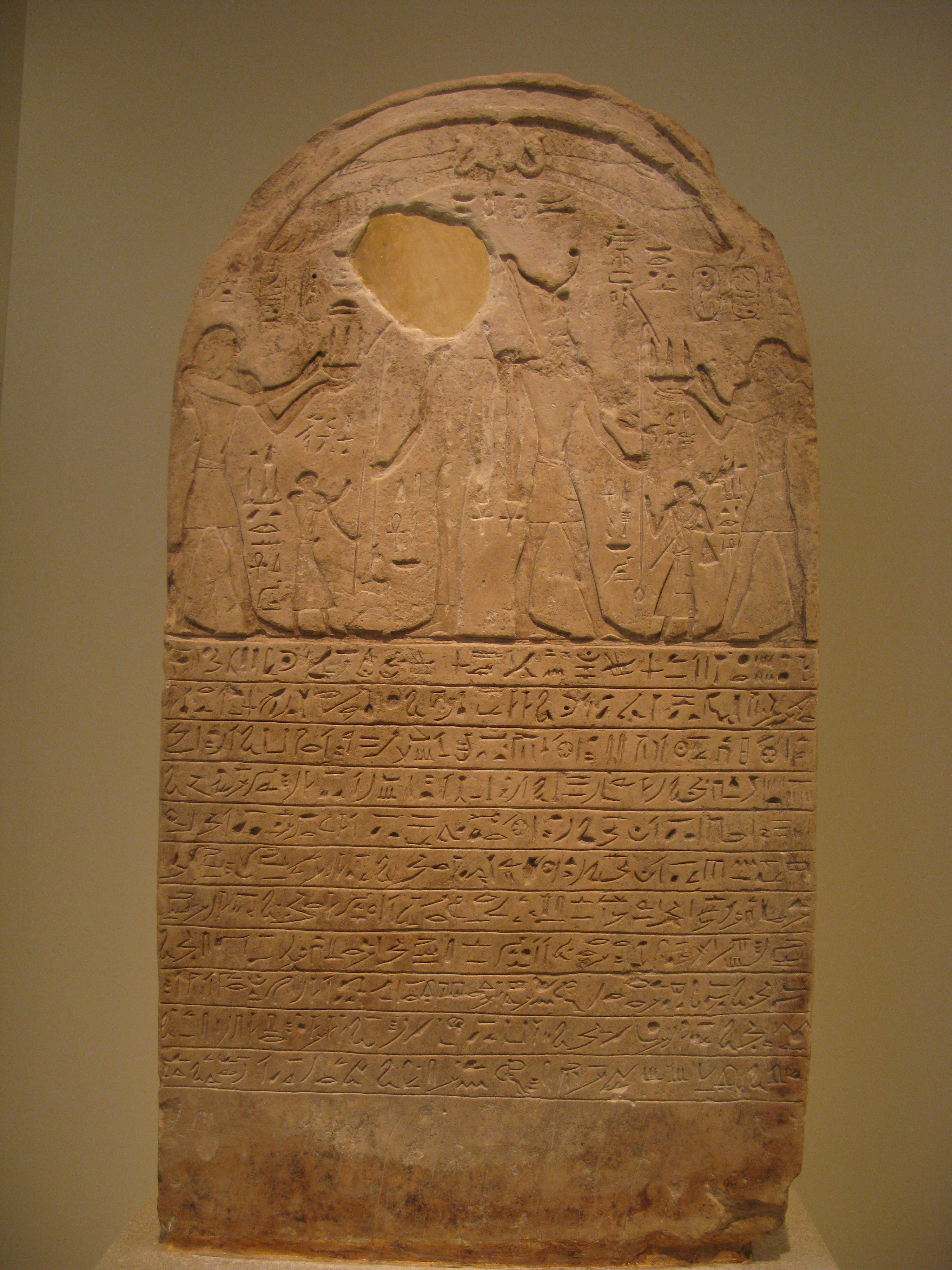
Tefnachtova stéla